# G.I. Bill of Rights
El G. I. Bill of Rights (oficialment anomenat Servicemen's Readjustment Act) és una llei estatunidenca adoptada el juny del 1944 que oferia als soldats desmobilitzats de la Segona Guerra Mundial (anomenats comunament G.I.s o GI's) el finançament dels seus estudis universitaris o de formació professional, així com una assegurança d'atur. Aquesta llei també oferia diversos tipus de préstecs per poder comprar un habitatge o fundar una empresa.
Principalment escrita i proposada com a llei general (omnibus bill) per Warren Atherton (1891-1976), el G.I. Bill és considerat a vegades com l'últim element de la legislació del New Deal. El Senador Ernest McFarland s'implicà activament en la votació de la llei i és conegut com un dels «pares del G.I. Bill».
La llei proposada inicialment pel President Roosevelt no tenia un abast tan gran. El G.I. Bill havia estat creat per evitar una repetició de la Bonus Army (una unió de veterans de la Primera Guerra Mundial el 1932) i una recaiguda dels Estats Units a la Gran Depressió després de la fi de la Segona Guerra Mundial. L'American Legion fou la principal responsable de diverses de les disposicions contingudes a la llei.
Una disposició important del G.I. Bill era el baix tipus d'interès pel préstec per comprar un habitatge. Això permeté a milions de famílies americanes deixar els apartaments urbans i instal·lar-se en pavellons dels afores. Abans de la guerra, els afores eren més aviat barris de gent amb un cert patrimoni. Tot i que els afroamericans i altres minories que havien servit a l'exèrcit eren elegibles per aquests préstecs, se'ls dissuadí de deixar les ciutats o les zones rurals per a instal·lar-se als suburbis mitjançant diverses tècniques de segregació practicades per la població blanca.
Una altra disposició era la clàusula 52-20, que permetia als antics soldats rebre 20 dòlars per setmana durant un any mentre busquessin treball. Al final menys d'un 20% dels fons prevists per aquesta clàusula foren usats al final, car la majoria d'antics combatents trobaren ràpidament un treball o seguiren estudis universitaris.